# USS Abner Read (DD-526)
USS Abner Read (DD-526) là một tàu khu trục lớp Fletcher được Hải quân Hoa Kỳ chế tạo trong Chiến tranh Thế giới thứ hai. Nó là chiếc tàu chiến duy nhất của Hải quân Mỹ được đặt theo tên Thiếu tá Hải quân Abner Read (1821-1863), người đã chiến đấu anh dũng và tử trận trong cuộc Nội chiến Hoa Kỳ. Nó đã hoạt động cho đến gần cuối Thế Chiến II, bị máy bay tấn công cảm tử Kamikaze đánh chìm ngoài khơi Leyte, Philippines vào ngày 1 tháng 11 năm 1944. Nó được tặng thưởng tổng cộng bốn Ngôi sao Chiến trận do thành tích phục vụ trong Thế Chiến II.

## Thiết kế và chế tạo
Abner Read được đặt lườn tại xưởng tàu của hãng Bethlehem Shipbuilding Corporation, ở San Francisco, California vào ngày 30 tháng 10 năm 1941. Nó được hạ thủy vào ngày 18 tháng 8 năm 1942; được đỡ đầu bởi bà John W. Gates; và nhập biên chế vào ngày 5 tháng 2 năm 1943 dưới quyền chỉ huy của Hạm trưởng, Trung tá Hải quân T. Burrowes.

## Lịch sử hoạt động

### 1943
Abner Read chạy thử máy dọc theo bờ biển California cho đến tháng 4 năm 1943, rồi lên đường cùng Đội đặc nhiệm 51.2 để hướng sang khu vực quần đảo Aleut. Nó đảm nhiệm vai trò tuần tra từ ngày 4 tháng 5, và vào ngày 11 tháng 5 đã bắn phá các vị trí của đối phương trên đảo Attu, nhằm hỗ trợ cho lực lượng Sư đoàn 7 Bộ binh, vốn đã đổ bộ và tấn công đảo này. Chiếc tàu khu trục lại bắn phá Attu vào ngày 16 tháng 5 trước khi lên đường quay trở về San Diego, California, đến nơi vào ngày 31 tháng 5.
Sau hai tuần lễ đại tu trong ụ tàu tại San Francisco, Abner Read lên đường vào ngày 14 tháng 6 để đi Adak, Alaska. Sau khi đến nơi, nó gia nhập Lực lượng Đặc nhiệm 16, rồi không lâu sau đó bắt đầu tuần tra chung quanh đảo Kiska. Vào ngày 22 tháng 7, trong thành phần Đội đặc nhiệm 16.22, nó tham gia một đợt bắn phá nặng nề lên đảo Kiska. Từ ngày 12 đến ngày 15 tháng 8, chiếc tàu khu trục lại bắn phá Kiska nhằm hỗ trợ cho Chiến dịch Cottage, cuộc đổ bộ lên đảo này. Đến ngày 17 tháng 8, họ phát hiện ra Nhật Bản đã bí mật triệt thoái lực lượng khỏi hòn đảo này.

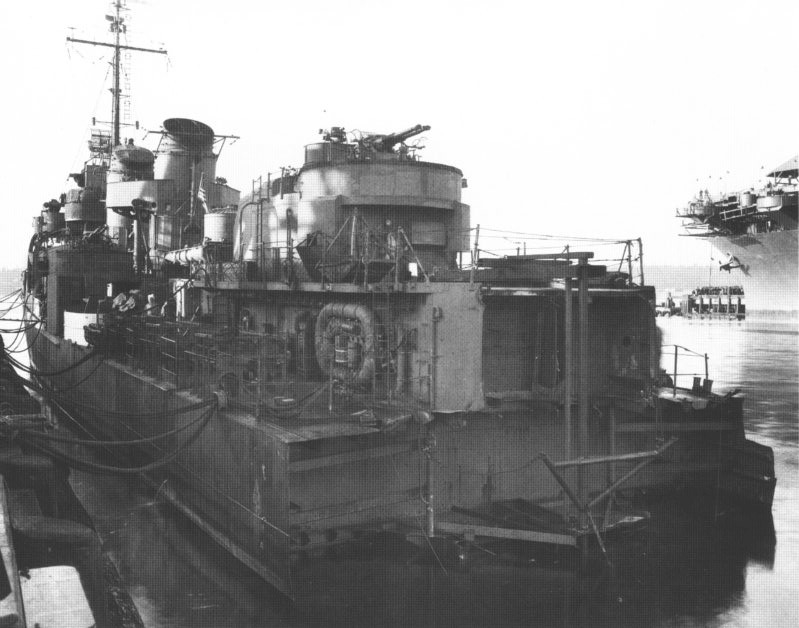
USS Abner Read bị mất một phần lớn phía đuôi tàu

Đang khi tuần tra ngoài khơi Kiska đêm hôm đó, Abner Read bị rung chuyển bởi một vụ nổ lúc 01 giờ 50 phút. Không thể biết được nguyên nhân chính xác của vụ nổ, nhưng sau này người ta cho rằng con tàu có thể đã va phải một quả thủy lôi. Vụ nổ làm vỡ một mảng lớn phía đuôi tàu, một phần đuôi tàu rời ra và chìm xuống biển; con tàu chịu tổn thất 70 người thiệt mạng hay mất tích, và thêm 47 người khác bị thương. Nó được chiếc Ute cứu hộ lúc 03 giờ 55 phút, và được kéo đến Adak để sửa chữa tạm thời. Sau khi được sửa chữa tại nhiều cảng ở Alaska, nó được chiếc Oriole kéo về Xưởng hải quân Puget Sound, Bremerton, Washington, nơi nó vào ụ tàu vào ngày 7 tháng 10 để được sửa chữa toàn diện.

### 1944
Công việc xưởng tàu hoàn tất vào ngày 21 tháng 12 năm 1943, và Abner Read tiến hành huấn luyện và chạy thử máy. Nó chuyển đến Trân Châu Cảng vào tháng 2 năm 1944. Đang trên đường đi Hollandia, New Guinea, chân vịt bên mạn phải của nó bị hỏng; điều này khiến nó phải đi vào vịnh Milne, New Guinea vào ngày 1 tháng 3 để sửa chữa. Con tàu được phối thuộc cùng Lực lượng Đặc nhiệm 75 để tham gia bắn phá Hollandia vào ngày 22 tháng 4; trong thành phần đội tấn công trung tâm trong Chiến dịch Reckless, nó bắn pháo hỗ trợ cho cuộc đổ bộ ban đầu lên vịnh Humboldt. Mục tiêu tiếp theo của nó là đảo Wakde ngoài khơi bờ biển New Guinea thuộc Hà Lan; nó vô hiệu hóa các sân bay Nhật Bản bằng một đợt bắn phá tập trung vào ngày 12 tháng 5, bắn phá các khẩu đội pháo duyên hải vốn đã ngăn trở các xuồng phóng lôi Hoa Kỳ trong nỗ lực đánh phá tuyến tiếp tế bằng sà lan của đối phương.
Abner Read đã hỗ trợ hỏa lực giúp đỡ cho cuộc đổ bộ lên Arara, New Guinea, và bắn phá khu vực Wakde-Toem vào ngày 17 tháng 5. Trong thành phần Đội đặc nhiệm 77.3, nó nả pháo lên các mục tiêu của Nhật Bản tại Biak thuộc quần đảo Schouten. Trong các ngày 8 và 9 tháng 6, nó tham gia cuộc đụng độ một lực lượng đặc nhiệm Hải quân Nhật Bản ngoài khơi bờ biển phía Bắc Biak, và tham gia cuộc bắn phá ban đêm xuống Wewak vào các ngày 18 và 19 tháng 6. Mục tiêu tiếp theo của nó là đảo Noemfoor, nơi nó tấn công vào ngày 2 tháng 7 để hỗ trợ cho cuộc đổ bộ lên đảo này, trước khi rút lui về cảng Seeadler để bảo trì.
Lên đường vào ngày 8 tháng 8, Abner Read thực hiện chuyến đi đến Sydney, Australia trước khi quay trở lại khu vực chiến sự. Nó hỗ trợ cho cuộc chiếm đóng đảo Morotai thuộc nhóm đảo Halmahera vào ngày 15 tháng 9, rồi sau đó bắn phá bờ biển đảo Ponam thuộc quần đảo Admiralty vào ngày 7 tháng 10. Cũng trong ngày này, nó lên đường hướng về vịnh Leyte, tiến vào vịnh San Pedro vào ngày 20 tháng 10, ngày D của cuộc đổ bộ lên đảo Leyte, và tuần tra ngoài khơi các bãi đổ bộ trong những ngày tiếp theo.
Với hy vọng đẩy lui cuộc tấn công của lực lượng Hoa Kỳ, Nhật Bản phản công ác liệt bằng lực lượng tàu nổi và không quân. Vào ngày 1 tháng 11, họ tung ra các cuộc tấn công cảm tử Kamikaze nhắm vào các tàu chiến thuộc Đội đặc nhiệm 77.1 đang tuần tra phần phía Nam của vịnh Leyte để bảo vệ các bãi đổ bộ. Lúc khoảng 13 giờ 41 phút, một máy bay ném bom bổ nhào Aichi D3A "Val", cho dù đã bị hỏa lực phòng không bắn cháy, vẫn đâm thẳng về phía Abner Read. Quả bom do nó ném ra xuyên qua ống khói và kích nổ bên trong phòng động cơ phía sau; bản thân chiếc máy bay đâm ngang sàn chính gây một đám cháy lớn ở phần sau con tàu. Con tàu bị mất áp lực nước nên mọi nỗ lực chữa cháy không mang lại hiệu quả. Đến 13 giờ 52 phút, một vụ nổ dữ dội xảy ra bên trong con tàu, khiến nó bị nghiêng khoảng 10 độ sang mạn phải và bắt đầu chìm phần đuôi; rồi đến 14 phút 15 phút, con tàu lật úp sang mạn phải và đắm với đuôi chìm trước, ở tọa độ 10°47′B 125°22′Đ / 10,783°B 125,367°Đ. Các tàu khu trục khác đã trợ giúp cứu hộ, cứu vớt được tất cả ngoại trừ 22 thành viên thủy thủ đoàn của Abner Read.

## Abner Read(DD-769)
Một chiếc Abner Read thứ hai, một tàu khu trục lớp Gearing, DD-769, được đặt tên Abner Read và được đặt lườn vào ngày 21 tháng 5 năm 1944 tại xưởng tàu của hãng Bethlehem Shipbuilding Corporation ở San Francisco. Tuy nhiên do chiến tranh kết thúc, việc chế tạo bị hủy bỏ vào ngày 12 tháng 9 năm 1946 và nó bị tháo dỡ ngay trên ụ đóng tàu vào tháng 1 năm 1947.

## Phần thưởng
Abner Read được tặng thưởng bốn Ngôi sao Chiến trận do thành tích phục vụ trong Thế Chiến II.